# Матеуш Мак
Матеуш Мак (пол. Mateusz Mak; нар. 14 листопада 1991, Суха-Бескидзька, Польща) — польський футболіст, півзахисник футбольної команди «П'яст» із міста Гливиці.
21 серпня 2015 року уклав угоду з командою та приєднався до основного складу.

## Титули і досягнення
- Чемпіон Польщі (1):

П'яст (Гливиці): 2018—2019